# 17e étape du Tour d'Espagne 2021
Pour un article plus général, voir Tour d'Espagne 2021.
La 17e étape du Tour d'Espagne 2021 se déroule le mercredi 1er septembre 2021, entre Unquera (Val de San Vicente) et les Lacs de Covadonga, sur une distance de 185,8 km.

## Déroulement de l'étape
Cette dix-septième étape se déroule sous la pluie. La course prend une orientation définitive pendant la seconde ascension de la Collada Llomena à 60 kilomètres de l’arrivée lorsque le Colombien Egan Bernal (Ineos Grenadiers) place une attaque. Seul, le Slovène Primož Roglič parvient à le suivre. Le duo collabore et creuse rapidement un écart allant jusqu'à deux minutes sur les premiers poursuivants alors que le maillot rouge Odd Christian Eiking se trouve plus à l'arrière et chute dans la descente rendue glissante. Dans la montée finale vers les Lacs de Covadonga, Roglič lâche Bernal à 7 kilomètres du sommet, remporte l'étape et s'empare du maillot rouge tandis que Bernal est repris par le groupe de poursuivants à un kilomètre du terme.

## Résultats

### Classement de l'étape
| \| Classement de l'étape \| Classement de l'étape \| Classement de l'étape \| Classement de l'étape \| Classement de l'étape \| \| Coureur \| Coureur \| Pays \| Équipe \| Temps \| \| --------------------- \| --------------------- \| --------------------- \| ---------------------------------- \| --------------------- \| \| 1er \| Primož Roglič \| Slovénie \| Jumbo-Visma \| 4 h 34 min 45 s \| \| 2e \| Sepp Kuss \| États-Unis \| Jumbo-Visma \| + 1 min 35 s \| \| 3e \| Miguel Ángel López \| Colombie \| Movistar Team \| + 1 min 35 s \| \| 4e \| Adam Yates \| Royaume-Uni \| Ineos Grenadiers \| + 1 min 35 s \| \| 5e \| Jack Haig \| Australie \| Bahrain Victorious \| + 1 min 35 s \| \| 6e \| Enric Mas \| Espagne \| Movistar Team \| + 1 min 35 s \| \| 7e \| Egan Bernal \| Colombie \| Ineos Grenadiers \| + 1 min 35 s \| \| 8e \| Gino Mäder \| Suisse \| Bahrain Victorious \| + 1 min 35 s \| \| 9e \| Louis Meintjes \| Afrique du Sud \| Intermarché-Wanty-Gobert Matériaux \| + 2 min 29 s \| \| 10e \| Clément Champoussin \| France \| AG2R Citroën Team \| + 2 min 44 s \| |                     |                |                                    |                 |
| |                     |                |                                    |                 |
| Source : ProCyclingStats |                     |                |                                    |                 |
| Classement de l'étape |                     |                |                                    |                 |
| Coureur | Coureur             | Pays           | Équipe                             | Temps           |
| 1er | Primož Roglič       | Slovénie       | Jumbo-Visma                        | 4 h 34 min 45 s |
| 2e | Sepp Kuss           | États-Unis     | Jumbo-Visma                        | + 1 min 35 s    |
| 3e | Miguel Ángel López  | Colombie       | Movistar Team                      | + 1 min 35 s    |
| 4e | Adam Yates          | Royaume-Uni    | Ineos Grenadiers                   | + 1 min 35 s    |
| 5e | Jack Haig           | Australie      | Bahrain Victorious                 | + 1 min 35 s    |
| 6e | Enric Mas           | Espagne        | Movistar Team                      | + 1 min 35 s    |
| 7e | Egan Bernal         | Colombie       | Ineos Grenadiers                   | + 1 min 35 s    |
| 8e | Gino Mäder          | Suisse         | Bahrain Victorious                 | + 1 min 35 s    |
| 9e | Louis Meintjes      | Afrique du Sud | Intermarché-Wanty-Gobert Matériaux | + 2 min 29 s    |
| 10e | Clément Champoussin | France         | AG2R Citroën Team                  | + 2 min 44 s    |

## Classements à l'issue de l'étape

### Classement général
| \| Classement général \| Classement général \| Classement général \| Classement général \| Classement général \| \| Coureur \| Coureur \| Pays \| Équipe \| Temps \| \| ------------------ \| ------------------- \| ------------------ \| ------------------ \| ------------------ \| \| 1er \| Primož Roglič \| Slovénie \| Jumbo-Visma \| 68 h 42 min 56 s \| \| 2e \| Enric Mas \| Espagne \| Movistar Team \| + 2 min 22 s \| \| 3e \| Miguel Ángel López \| Colombie \| Movistar Team \| + 3 min 11 s \| \| 4e \| Jack Haig \| Australie \| Bahrain Victorious \| + 3 min 46 s \| \| 5e \| Guillaume Martin \| France \| Cofidis \| + 4 min 16 s \| \| 6e \| Egan Bernal \| Colombie \| Ineos Grenadiers \| + 4 min 29 s \| \| 7e \| Adam Yates \| Royaume-Uni \| Ineos Grenadiers \| + 4 min 45 s \| \| 8e \| Sepp Kuss \| États-Unis \| Jumbo-Visma \| + 5 min 04 s \| \| 9e \| Felix Großschartner \| Autriche \| Bora-Hansgrohe \| + 6 min 54 s \| \| 10e \| Gino Mäder \| Suisse \| Bahrain Victorious \| + 6 min 58 s \| |                     |             |                    |                  |
| |                     |             |                    |                  |
| Source : ProCyclingStats |                     |             |                    |                  |
| Classement général |                     |             |                    |                  |
| Coureur | Coureur             | Pays        | Équipe             | Temps            |
| 1er | Primož Roglič       | Slovénie    | Jumbo-Visma        | 68 h 42 min 56 s |
| 2e | Enric Mas           | Espagne     | Movistar Team      | + 2 min 22 s     |
| 3e | Miguel Ángel López  | Colombie    | Movistar Team      | + 3 min 11 s     |
| 4e | Jack Haig           | Australie   | Bahrain Victorious | + 3 min 46 s     |
| 5e | Guillaume Martin    | France      | Cofidis            | + 4 min 16 s     |
| 6e | Egan Bernal         | Colombie    | Ineos Grenadiers   | + 4 min 29 s     |
| 7e | Adam Yates          | Royaume-Uni | Ineos Grenadiers   | + 4 min 45 s     |
| 8e | Sepp Kuss           | États-Unis  | Jumbo-Visma        | + 5 min 04 s     |
| 9e | Felix Großschartner | Autriche    | Bora-Hansgrohe     | + 6 min 54 s     |
| 10e | Gino Mäder          | Suisse      | Bahrain Victorious | + 6 min 58 s     |

| Classement par points | Classement par points | Classement par points | Classement par points | Classement par points |
| Coureur               | Coureur               | Pays                  | Équipe                | Points                |
| --------------------- | --------------------- | --------------------- | --------------------- | --------------------- |
| 1er                   | Fabio Jakobsen        | Pays-Bas              | Deceuninck-Quick Step | 250 pts               |
| 2e                    | Primož Roglič         | Slovénie              | Jumbo-Visma           | 145 pts               |
| 3e                    | Matteo Trentin        | Italie                | UAE Team Emirates     | 123 pts               |
| 4e                    | Magnus Cort Nielsen   | Danemark              | EF Education-Nippo    | 114 pts               |
| 5e                    | Michael Matthews      | Australie             | BikeExchange          | 110 pts               |
| 6e                    | Alberto Dainese       | Italie                | Team DSM              | 109 pts               |
| 7e                    | Arnaud Démare         | France                | Groupama-FDJ          | 88 pts                |
| 8e                    | Enric Mas             | Espagne               | Movistar Team         | 85 pts                |
| 9e                    | Egan Bernal           | Colombie              | Ineos Grenadiers      | 73 pts                |
| 10e                   | Miguel Ángel López    | Colombie              | Movistar Team         | 72 pts                |

| Classement par points | Classement par points | Classement par points | Classement par points | Classement par points |
| Coureur               | Coureur               | Pays                  | Équipe                | Points                |
| --------------------- | --------------------- | --------------------- | --------------------- | --------------------- |
| 1er                   | Fabio Jakobsen        | Pays-Bas              | Deceuninck-Quick Step | 250 pts               |
| 2e                    | Primož Roglič         | Slovénie              | Jumbo-Visma           | 145 pts               |
| 3e                    | Matteo Trentin        | Italie                | UAE Team Emirates     | 123 pts               |
| 4e                    | Magnus Cort Nielsen   | Danemark              | EF Education-Nippo    | 114 pts               |
| 5e                    | Michael Matthews      | Australie             | BikeExchange          | 110 pts               |
| 6e                    | Alberto Dainese       | Italie                | Team DSM              | 109 pts               |
| 7e                    | Arnaud Démare         | France                | Groupama-FDJ          | 88 pts                |
| 8e                    | Enric Mas             | Espagne               | Movistar Team         | 85 pts                |
| 9e                    | Egan Bernal           | Colombie              | Ineos Grenadiers      | 73 pts                |
| 10e                   | Miguel Ángel López    | Colombie              | Movistar Team         | 72 pts                |

| Classement de la montagne | Classement de la montagne | Classement de la montagne | Classement de la montagne          | Classement de la montagne |
| Coureur                   | Coureur                   | Pays                      | Équipe                             | Points                    |
| ------------------------- | ------------------------- | ------------------------- | ---------------------------------- | ------------------------- |
| 1er                       | Romain Bardet             | France                    | Team DSM                           | 51 pts                    |
| 2e                        | Michael Storer            | Australie                 | Team DSM                           | 34 pts                    |
| 3e                        | Damiano Caruso            | Italie                    | Bahrain Victorious                 | 33 pts                    |
| 4e                        | Primož Roglič             | Slovénie                  | Jumbo-Visma                        | 33 pts                    |
| 5e                        | Rafał Majka               | Pologne                   | UAE Team Emirates                  | 29 pts                    |
| 6e                        | Jack Haig                 | Australie                 | Bahrain Victorious                 | 19 pts                    |
| 7e                        | Sepp Kuss                 | États-Unis                | Jumbo-Visma                        | 19 pts                    |
| 8e                        | Pavel Sivakov             | Russie                    | Ineos Grenadiers                   | 16 pts                    |
| 9e                        | Egan Bernal               | Colombie                  | Ineos Grenadiers                   | 10 pts                    |
| 10e                       | Rein Taaramäe             | Estonie                   | Intermarché-Wanty-Gobert Matériaux | 10 pts                    |

| Classement de la montagne | Classement de la montagne | Classement de la montagne | Classement de la montagne          | Classement de la montagne |
| Coureur                   | Coureur                   | Pays                      | Équipe                             | Points                    |
| ------------------------- | ------------------------- | ------------------------- | ---------------------------------- | ------------------------- |
| 1er                       | Romain Bardet             | France                    | Team DSM                           | 51 pts                    |
| 2e                        | Michael Storer            | Australie                 | Team DSM                           | 34 pts                    |
| 3e                        | Damiano Caruso            | Italie                    | Bahrain Victorious                 | 33 pts                    |
| 4e                        | Primož Roglič             | Slovénie                  | Jumbo-Visma                        | 33 pts                    |
| 5e                        | Rafał Majka               | Pologne                   | UAE Team Emirates                  | 29 pts                    |
| 6e                        | Jack Haig                 | Australie                 | Bahrain Victorious                 | 19 pts                    |
| 7e                        | Sepp Kuss                 | États-Unis                | Jumbo-Visma                        | 19 pts                    |
| 8e                        | Pavel Sivakov             | Russie                    | Ineos Grenadiers                   | 16 pts                    |
| 9e                        | Egan Bernal               | Colombie                  | Ineos Grenadiers                   | 10 pts                    |
| 10e                       | Rein Taaramäe             | Estonie                   | Intermarché-Wanty-Gobert Matériaux | 10 pts                    |

| Classement du meilleur jeune | Classement du meilleur jeune | Classement du meilleur jeune | Classement du meilleur jeune | Classement du meilleur jeune |
| Coureur                      | Coureur                      | Pays                         | Équipe                       | Temps                        |
| ---------------------------- | ---------------------------- | ---------------------------- | ---------------------------- | ---------------------------- |
| 1er                          | Egan Bernal                  | Colombie                     | Ineos Grenadiers             | 68 h 47 min 25 s             |
| 2e                           | Gino Mäder                   | Suisse                       | Bahrain Victorious           | + 2 min 29 s                 |
| 3e                           | Juan Pedro López             | Espagne                      | Trek-Segafredo               | + 10 min 35 s                |
| 4e                           | Rémy Rochas                  | France                       | Cofidis                      | + 26 min 39 s                |
| 5e                           | Clément Champoussin          | France                       | AG2R Citroën Team            | + 33 min 55 s                |
| 6e                           | Aleksandr Vlasov             | Russie                       | Astana-Premier Tech          | + 35 min 40 s                |
| 7e                           | Steff Cras                   | Belgique                     | Lotto-Soudal                 | + 58 min 39 s                |
| 8e                           | Jefferson Cepeda             | Équateur                     | Caja Rural-Seguros RGA       | + 1 h 02 min 01 s            |
| 9e                           | Gotzon Martín                | Espagne                      | Euskaltel-Euskadi            | + 1 h 10 min 37 s            |
| 10e                          | Pavel Sivakov                | Russie                       | Ineos Grenadiers             | + 1 h 27 min 48 s            |

| Classement du meilleur jeune | Classement du meilleur jeune | Classement du meilleur jeune | Classement du meilleur jeune | Classement du meilleur jeune |
| Coureur                      | Coureur                      | Pays                         | Équipe                       | Temps                        |
| ---------------------------- | ---------------------------- | ---------------------------- | ---------------------------- | ---------------------------- |
| 1er                          | Egan Bernal                  | Colombie                     | Ineos Grenadiers             | 68 h 47 min 25 s             |
| 2e                           | Gino Mäder                   | Suisse                       | Bahrain Victorious           | + 2 min 29 s                 |
| 3e                           | Juan Pedro López             | Espagne                      | Trek-Segafredo               | + 10 min 35 s                |
| 4e                           | Rémy Rochas                  | France                       | Cofidis                      | + 26 min 39 s                |
| 5e                           | Clément Champoussin          | France                       | AG2R Citroën Team            | + 33 min 55 s                |
| 6e                           | Aleksandr Vlasov             | Russie                       | Astana-Premier Tech          | + 35 min 40 s                |
| 7e                           | Steff Cras                   | Belgique                     | Lotto-Soudal                 | + 58 min 39 s                |
| 8e                           | Jefferson Cepeda             | Équateur                     | Caja Rural-Seguros RGA       | + 1 h 02 min 01 s            |
| 9e                           | Gotzon Martín                | Espagne                      | Euskaltel-Euskadi            | + 1 h 10 min 37 s            |
| 10e                          | Pavel Sivakov                | Russie                       | Ineos Grenadiers             | + 1 h 27 min 48 s            |

| Classement par équipes | Classement par équipes             | Classement par équipes | Classement par équipes |
| Équipe                 | Équipe                             | Pays                   | Temps                  |
| ---------------------- | ---------------------------------- | ---------------------- | ---------------------- |
| 1re                    | Bahrain Victorious                 | Bahreïn                | 206 h 19 min 32 s      |
| 2e                     | Jumbo-Visma                        | Pays-Bas               | + 6 min 37 s           |
| 3e                     | Ineos Grenadiers                   | Royaume-Uni            | + 8 min 49 s           |
| 4e                     | Movistar Team                      | Espagne                | + 30 min 00 s          |
| 5e                     | Intermarché-Wanty-Gobert Matériaux | Belgique               | + 41 min 21 s          |
| 6e                     | UAE Team Emirates                  | Émirats arabes unis    | + 44 min 23 s          |
| 7e                     | Trek-Segafredo                     | États-Unis             | + 1 h 16 min 09 s      |
| 8e                     | AG2R Citroën Team                  | France                 | + 1 h 16 min 46 s      |
| 9e                     | Cofidis                            | France                 | + 1 h 22 min 52 s      |
| 10e                    | Astana-Premier Tech                | Kazakhstan             | + 1 h 44 min 28 s      |

| Classement par équipes | Classement par équipes             | Classement par équipes | Classement par équipes |
| Équipe                 | Équipe                             | Pays                   | Temps                  |
| ---------------------- | ---------------------------------- | ---------------------- | ---------------------- |
| 1re                    | Bahrain Victorious                 | Bahreïn                | 206 h 19 min 32 s      |
| 2e                     | Jumbo-Visma                        | Pays-Bas               | + 6 min 37 s           |
| 3e                     | Ineos Grenadiers                   | Royaume-Uni            | + 8 min 49 s           |
| 4e                     | Movistar Team                      | Espagne                | + 30 min 00 s          |
| 5e                     | Intermarché-Wanty-Gobert Matériaux | Belgique               | + 41 min 21 s          |
| 6e                     | UAE Team Emirates                  | Émirats arabes unis    | + 44 min 23 s          |
| 7e                     | Trek-Segafredo                     | États-Unis             | + 1 h 16 min 09 s      |
| 8e                     | AG2R Citroën Team                  | France                 | + 1 h 16 min 46 s      |
| 9e                     | Cofidis                            | France                 | + 1 h 22 min 52 s      |
| 10e                    | Astana-Premier Tech                | Kazakhstan             | + 1 h 44 min 28 s      |

## Abandons
- Luis León Sánchez (Astana-Premier Tech) : abandon
- Mikel Landa (Bahrain Victorious) : abandon
- Itamar Einhorn (Israel Start-Up Nation) : abandon
- Sander Armée (Qhubeka NextHash) : abandon
- Kenny Elissonde (Trek-Segafredo) : abandon